# Dirty (Sonic Youth-album)
Az 1992-es Dirty a Sonic Youth hetedik nagylemeze. Az Entertainment Weekly 1992 legjobb albumának nevezte. Szerepel az 1001 lemez, amit hallanod kell, mielőtt meghalsz című könyvben.

## Az album dalai
|     | Cím                                    | Szerző(k)    | Szöveg/Ének               | Hossz |
| --- | -------------------------------------- | ------------ | ------------------------- | ----- |
| 1.  | 100%                                   | Sonic Youth  | Kim Gordon/Thurston Moore | 2:28  |
| 2.  | Swimsuit Issue                         | Sonic Youth  | Gordon                    | 2:57  |
| 3.  | Theresa's Sound-World                  | Sonic Youth  | Moore                     | 5:27  |
| 4.  | Drunken Butterfly                      | Sonic Youth  | Gordon                    | 3:03  |
| 5.  | Shoot                                  | Sonic Youth  | Gordon                    | 5:16  |
| 6.  | Wish Fulfillment                       | Sonic Youth  | Lee Ranaldo               | 3:24  |
| 7.  | Sugar Kane                             | Sonic Youth  | Moore                     | 5:56  |
| 8.  | Orange Rolls, Angel's Spit             | Sonic Youth  | Gordon                    | 4:17  |
| 9.  | Youth Against Fascism                  | Sonic Youth  | Moore                     | 3:36  |
| 10. | Nic Fit                                | Untouchables | Untouchables/Moore        | 0:59  |
| 11. | On the Strip                           | Sonic Youth  | Gordon                    | 5:41  |
| 12. | Chapel Hill                            | Sonic Youth  | Moore                     | 4:46  |
| 13. | Stalker (csak az LP-n és a japán CD-n) | Sonic Youth  | Moore                     | 3:01  |
| 14. | JC                                     | Sonic Youth  | Gordon                    | 4:01  |
| 15. | Purr                                   | Sonic Youth  | Moore                     | 4:21  |
| 16. | Créme Brûlèe                           | Sonic Youth  | Gordon                    | 2:33  |

## Közreműködők
- Peter Beckerman – keverőasszisztens
- Edward Douglas – hangmérnök
- Kim Gordon – basszusgitár, ének
- Mike Kelley – művészi munka
- Fred Kevorkian – hangmérnökasszisztens
- Ian MacKaye – gitár
- Thurston Moore – gitár, ének
- Lee Ranaldo – gitár, ének
- Kevin Reagan – művészeti vezető
- Steve Shelley – dob
- John Siket – keverőasszisztens
- Sonic Youth – producer
- Butch Vig – producer, hangmérnök, keverés
- Andy Wallace – hangmérnök, keverés
- Howie Weinberg – mastering

## Fordítás
Ez a szócikk részben vagy egészben a Dirty (album) című angol Wikipédia-szócikk ezen változatának fordításán alapul.  Az eredeti cikk szerkesztőit annak laptörténete sorolja fel. Ez a jelzés csupán a megfogalmazás eredetét és a szerzői jogokat jelzi, nem szolgál a cikkben szereplő információk forrásmegjelöléseként.